# Ceromya subopaca
Ceromya subopaca là một loài ruồi trong họ Tachinidae.